# 韦尼格策尔
韦尼格策尔是奥地利施蒂利亚州哈特贝格县的一个市镇。总面积35.49平方公里，总人口1505人，人口密度42.4人/平方公里（2005年）。